# Wordsley
Wordsley es una localidad del condado Tierras Medias Occidentales, Inglaterra, situado junto al río Stour que forma el borde histórico con el condado de Worcestershire. Es el lugar de nacimiento del jugador de snooker Ronnie O'Sullivan. Durante más de 150 años, el pueblo fue conocido por la fabricación de vidrio; con ejemplos notables inspirados en la técnica de la vasija de Portland (reproducida por John Northwood), y artistas destacados como William Jabez Muckley. Estas obras se producían en lugares como el Red House Cone, una estructura de ladrillo de forma cónica que se usó hasta 1936, de las que tan solo se conservan otros tres ejemplos similares en el Reino Unido.

## Historia

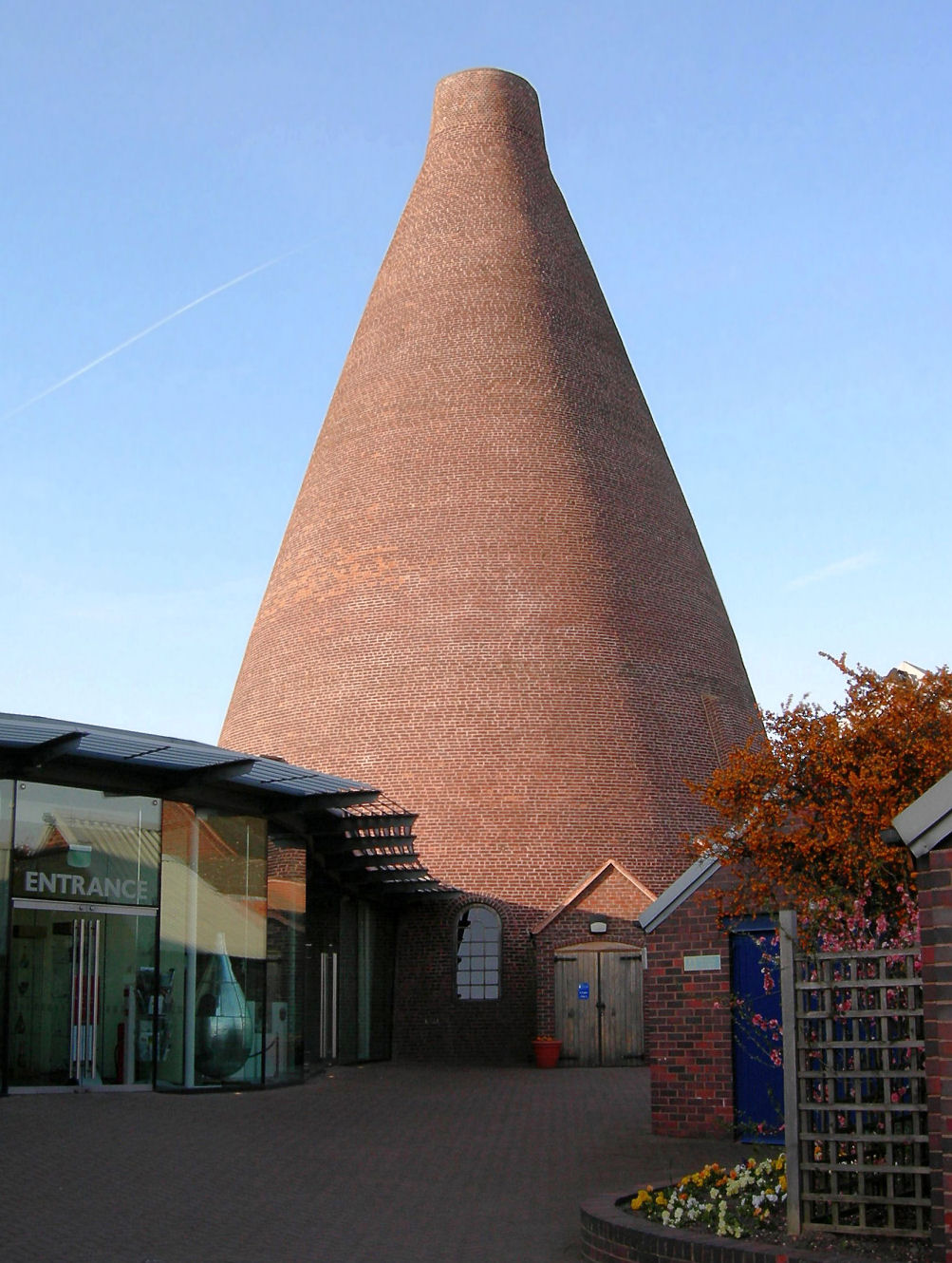
Red House Cone

Wordsley se encuentra en el extremo sur de los límites históricos del condado de Staffordshire, y con la vecina localidad de Amblecote, es uno de los pueblos situados al norte del río Stour, que forma la frontera histórica con el condado de Worcestershire al sur. Formaba parte del extenso territorio de Kingswinford.
Un sendero de largo recorrido (con una longitud de 610 millas (982 km)) que pasa cerca del pueblo, se dice que fue utilizado por el que llegaría a ser rey Carlos II durante la revolución inglesa. También se afirma que durante la noche posterior a la batalla de Worcester (el 3 de septiembre de 1651), se detuvo con su grupo de unos 60 caballeros en una casa del pueblo situada en la esquina de Kinver Street y la calle principal de Stourbridge (ya desaparecida), y se llevó pan y cerveza.
Hubo numerosas fábricas de vidrio en Wordsley desde 1776 hasta 1930, dedicadas a la producción de artículos de vidrio tallado creados por artesanos, tales como jarrones, vasos y objetos artísticos. Uno de los diseñadores más famosos, William Jabez Muckley, era vecino de Wordsley. Otros artífices notables fueron John Northwood (que fabricó una reproducción exacta de la vasija de Portland) y su hijo Harry C. Northwood, quien contribuyó a establecer la industria de la cristalería en los Estados Unidos, al igual que Frederick Carder, amigo de John Northwood. George Woodall figura entre los talladores de vidrio más exitosos, cuya actividad propició la construcción de la Escuela de Arte de Wordsley. Se conserva la 'Red House Glassworks', una edificación de forma cónica y 30 metros de altura dedicada a la fabricación de vidrio, que ha sido restaurada recientemente. El cristal de plomo tallado producido durante el apogeo del vidrio en Wordsley es difícil de encontrar actualmente, y se ha convertido en objeto de colección. La cristalería continuó en la zona, aunque a menor escala, hasta la década de 1990.
Wordsley era la sede de los Semilleros Reales, denominados Webbs of Wordsley. Sus terrenos cubrían miles de acres.
Se abrió una workhouse (casa de trabajo para pobres) en Wordsley en 1903. Entró en pleno funcionamiento en 1907, convirtiéndose en un hospital militar durante la Primera Guerra Mundial (1914-1918), pasando a ser el Hospital de Wordsley, un hospital civil, después del final de Segunda Guerra Mundial en 1945. Los edificios se habían ampliado durante su tiempo como hospital militar, pero se expandió aún más después, completándose con una maternidad abierta en 1988. Sin embargo, el hospital cerró en 2005 y sus servicios se trasladaron al Hospital Russells Hall de Dudley. La mayoría de los edificios fueron demolidos en 2007 para dar paso a viviendas, pero algunas partes del hospital se salvaron para convertirlas en viviendas, como la capilla, el depósito de cadáveres y las antiguas casas de trabajo.

## Lugares de interés

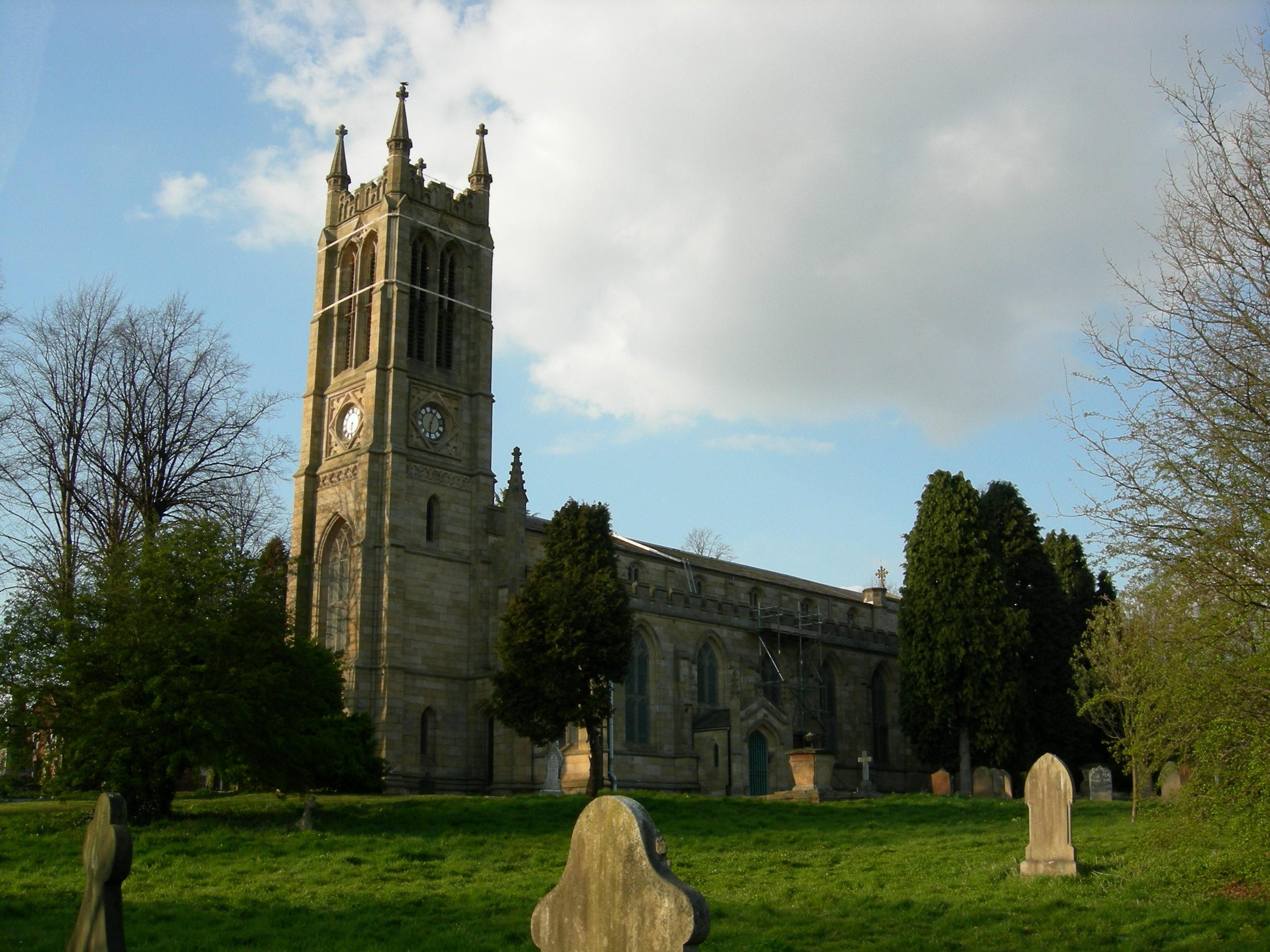
Iglesia de la Santísima Trinidad, Wordsley

La Iglesia de la Santísima Trinidad en Wordsley se consagró en 1831. La construcción había comenzado en 1828, tras la donación de terrenos por parte del Conde de Dudley. El edificio fue diseñado por el arquitecto Lewis Vulliamy. Reemplazó a la antigua iglesia parroquial de Kingswinford, que fue reabierta en 1846, inicialmente como capilla subsidiaria.
Gran parte del tejido histórico del pueblo ha estado sujeto a demolición durante décadas. Las viviendas victorianas adosadas, las tiendas y las cabañas para los trabajadores del vidrio, ahora tan valoradas en otros lugares, fueron reemplazadas en masa por grandes urbanizaciones construidas en el estilo modernista de la década de 1960 o en el estilo Barratt de la década de 1990. Los edificios de la aldea que anteriormente eran reliquias muy notables de la época victoriana y eduardiana, como el Hospital Wordsley y la Escuela de Arte de Wordsley, han sido demolidos o remodelados recientemente.
La hermosa Escuela de Arte de Wordsley, construida en 1899, se demolió a finales de 2000 debido al mal estado del edificio, que no se había utilizado desde que la Asociación Comunitaria se mudó a un nuevo local en The Green en la década de 1970. El Museo Broadfield House Glass rescató dos placas de granito que se colocaron cuando la escuela se completó en 1898 y se amplió en 1906. El solar de la escuela ha permanecido vacío y cubierto de maleza.
En 2006, se despejó una fila de tiendas en ruinas en el cruce de High Street y Brierley Hill Road, y se anunciaron planes para ampliar el sistema de carreteras a menudo congestionado en este punto. Se construyeron nuevos apartamentos en la parcela, terminados en 2008. Existe la preocupación de que este y otros proyectos de viviendas importantes en el área provoquen un aumento de los problemas de tráfico en High Street.
Stuart's Glass Works, otro edificio notable, no pudo superar la competencia del vidrio importado más barato y el negocio cerró en marzo de 2002. La parcela de la fábrica se ha destinado al desarrollo residencial, e incorporará algunos de los edificios históricos como el antiguo molino harinero. El centro de fabricación de vidrio ha sido derribado y se espera un nuevo desarrollo de viviendas. El histórico Red House Cone se conserva como un museo y centro de visitantes, con un taller de artesanía.